# قهرمانی سئارنسه
قهرمانی سئارنسه یک لیگ ایالتی فوتبال در برزیل در ایالت سئارا است که در سال ۱۹۱۵ تاسیس شده است. این لیگ به همراه دیگر لیگ‌های ایالتی فوتبال برزیل، به صورت موازی با لیگ برزیل برگزار می‌شود.

## عناوین بر اساس تیم
| رتبه | باشگاه         | قهرمانی |
| ---- | -------------- | ------- |
| ۱    | سئارا          | ۴۷      |
| ۱    | فورتالزا       | ۴۶      |
| ۳    | فروویاریو      | ۹       |
| ۴    | Maguari        | ۴       |
| ۵    | América        | ۲       |
| ۶    | Calouros do Ar | ۱       |
| ۶    | Gentilândia    | ۱       |
| ۶    | Icasa          | ۱       |
| ۶    | Orion          | ۱       |
| ۶    | Tiradentes     | ۱       |
| ۶    | Tramways       | ۱       |